# Карпенко, Аким Павлович
Аким Павлович Карпенко (1915—1974) — полковник Советской Армии, участник Великой Отечественной войны, Герой Советского Союза (1944).

## Биография
Аким Карпенко родился 4 (по новому стилю — 17) сентября 1915 года в деревне Лоев (ныне — городской посёлок в Лоевском районе Гомельской области Белоруссии). После окончания девяти классов школы работал токарем в судомеханической школе. В 1933 году Карпенко был призван на службу в Рабоче-крестьянскую Красную Армию. В 1936 году он окончил 5-ю Ленинградскую военную школу авиатехников по вооружению, в 1940 году — Чкаловское военное авиационное училище штурманов и Кировабадские курсы штурманов звеньев. С июня 1941 года — на фронтах Великой Отечественной войны.
К ноябрю 1943 года гвардии майор Аким Карпенко был штурманом эскадрильи 5-го гвардейского авиаполка 50-й авиационной Крымской дивизии дальнего действия 6-го Донбасского авиакорпуса АДД СССР. К тому времени он совершил 266 боевых вылетов на штурмовку скоплений боевой техники и живой силы противника, его военных объектов, нанеся ему большие потери.
Указом Президиума Верховного Совета СССР от 13 марта 1944 года за «образцовое выполнение боевых заданий командования на фронте борьбы с немецкими захватчиками и проявленные при этом мужество и героизм» гвардии майор Аким Карпенко был удостоен высокого звания Героя Советского Союза с вручением ордена Ленина и медали «Золотая Звезда» за номером 3284.
После окончания войны продолжил службу в Советской Армии. В 1947 году Карпенко окончил Высшие курсы усовершенствования офицерского состава. В 1954 году в звании полковника он был уволен в запас. Проживал в городе Бендеры, затем в Тирасполе, работал на заводе, затем на пассажирских теплоходах. Умер 10 сентября 1974 года, похоронен на старом кладбище в Бендерах. Перезахоронен 20 августа 2011 года на Мемориале «Пантеон Славы».
Жена Карпенко — Герой Советского Союза Евдокия Никулина.

## Награды и звания
Был также награждён двумя орденами Красного Знамени, орденами Александра Невского, Отечественной войны I степени, двумя орденами Красной Звезды, рядом медалей.
Почётный гражданин Лоева.

## Память
- Памятник А. П. Карпенко на Аллее Героев в Лоеве[4].